# NGC 308

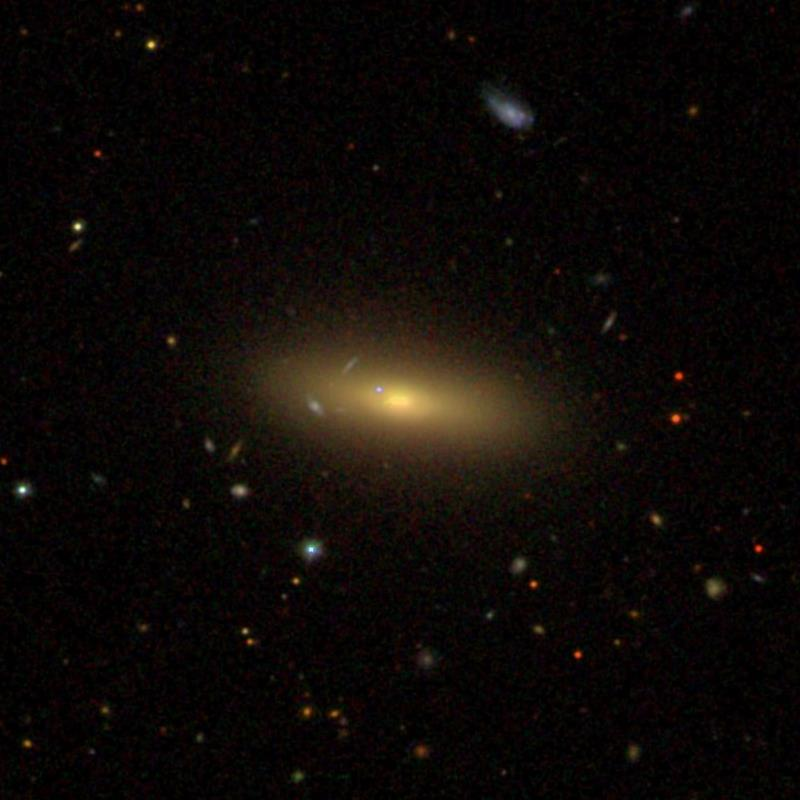
NGC 308 är den ljusaste stjärnan under (söder om) den linsformade galaxen NGC 307. Foto: SDSS

NGC 308 är en ensam stjärna belägen i den norra delen av stjärnbilden Valfisken. Den har en skenbar magnitud av ca 15,69 och kräver ett kraftfullt teleskop med kamera för att kunna observeras. Baserat på parallax enligt Gaia Data Release 2 på ca 0,439 mas beräknas den befinna sig på ett avstånd av ca 7 400 ljusår (ca 2 300 parsec) från solen. Den upptäcktes den 31 december 1866 av Robert Ball.

## Egenskaper
NGC 308 är en gul till vit stjärna, som har en radie av ca 1,56 solradie och utsänder energi från dess fotosfär motsvarande ca  2,472 gånger solen vid en effektiv temperatur av ca 5 800 K.